# Ballando con le stelle (decima edizione)
La decima edizione di Ballando con le stelle è andata in onda dal 4 ottobre al 6 dicembre 2014 su Rai 1, condotta da Milly Carlucci con Paolo Belli. 
L’edizione è stata vinta dalla coppia formata dall'atleta paraolimpica Giusy Versace e dal ballerino Raimondo Todaro.
Giorgio Albertazzi, all'età di 91 anni, diventa il concorrente più anziano di tutte le versioni internazionali del programma, superando il record dell'attrice Cloris Leachman, che nel 2008, all'età di 82 anni, aveva partecipato alla settima edizione della versione statunitense denominata Dancing with the Stars.

## Cast

### Concorrenti
| VIP                  | Attività                                | Insegnante         | Stato                |
| -------------------- | --------------------------------------- | ------------------ | -------------------- |
| Giusy Versace        | Atleta paraolimpica                     | Raimondo Todaro    | Vincitori            |
| Andrew Howe          | Atleta                                  | Sara Di Vaira      | Secondi classificati |
| Giulio Berruti       | Attore                                  | Samanta Togni      | Terzi classificati   |
| Giorgia Surina       | Attrice e conduttrice televisiva        | Maykel Fonts       | Terzi classificati   |
| Valerio Aspromonte   | Schermidore                             | Ekaterina Vaganova | Quinti classificati  |
| Dayane Mello         | Modella                                 | Samuel Peron       | Eliminati            |
| Enzo Miccio          | Conduttore televisivo e wedding planner | Alessandra Tripoli | Ritirati             |
| Joe Maska            | Attore e artista marziale               | Veera Kinnunen     | Eliminati            |
| Roberto Cammarelle   | Pugile                                  | Natalia Titova     | Eliminati            |
| Tony Colombo         | Cantante neomelodico                    | Anastasia Kuzmina  | Eliminati            |
| Marisa Laurito       | Attrice, showgirl e cantante            | Stefano Oradei     | Eliminati            |
| Katherine Kelly Lang | Attrice                                 | Simone Di Pasquale | Eliminati            |
| Vincent Candela      | Ex calciatore                           | Erelle Niane       | Eliminati            |
| Teo Teocoli          | Attore, comico e conduttore televisivo  | Natalia Titova     | Ritirati             |
| Giorgio Albertazzi   | Attore e regista                        | Elena Coniglio     | Ritirati             |

### Giuria
- Ivan Zazzaroni
- Fabio Canino
- Carolyn Smith (presidente di giuria)
- Rafael Amargo
- Guillermo Mariotto

### Opinionisti
- Sandro Mayer (dalla 1ª alla 10ª puntata)
- Selvaggia Lucarelli (dalla 5ª alla 10ª puntata)
- Massimo Giletti (1ª puntata)
- Fabrizio Frizzi (2ª e 4ª puntata)
- Flavio Insinna (3ª puntata)
- Marco Liorni (6ª e 10ª puntata)
- Claudio Lippi (7ª puntata)
- Amaurys Pérez (8ª puntata)
- Bruno Vespa (9ª puntata)

## Tabellone
Legenda
     Salvi
     Ricevono tesoretto/bonus dalla giuria
     Salvati dai maestri di ballo
     Salvati dal televoto
     Non ancora in gara
     Gareggiano per un bonus per la puntata successiva
     Eliminati provvisoriamente
     Ripescati
     Non ripescati
     Ritirati
     Eliminati definitivamente
     Non gareggiano in puntata
| Concorrente          | Ballerino/a        | Puntate         | Puntate         | Puntate         | Puntate         | Puntate         | Puntate         | Puntate         | Puntate         | Puntate         | Puntate         |
| Concorrente          | Ballerino/a        | 1ª              | 2ª              | 3ª              | 4ª              | 5ª              | 6ª              | 7ª              | Ripescaggio     | Semifinale      | Finale          |
| -------------------- | ------------------ | --------------- | --------------- | --------------- | --------------- | --------------- | --------------- | --------------- | --------------- | --------------- | --------------- |
| Giusy Versace        | Raimondo Todaro    | Salvi           | Salvi           | Salvi           | Salvi           | Salvi           | Salvi           | Salvi           | No bonus        | Salvi           | Vincitori (56%) |
| Andrew Howe          | Sara Di Vaira      | Salvi           | Salvi           | Ultimi 3        | Salvi           | Salvi           | Salvi           | Salvi           | Bonus           | Salvi           | Secondi (44%)   |
| Giulio Berruti       | Samanta Togni      | Salvi           | Salvi           | Salvi           | Salvi           | Salvi           | Ultimi 3 (55%)  | Salvi           | No bonus        | Salvi           | Terzi (45%)     |
| Giorgia Surina       | Maykel Fonts       | Ultimi 2 (84%)  | Salvi           | Salvi           | Ultimi 3 (63%)  | Salvi           | Salvi           | Eliminati (34%) | Ripescati (67%) | Salvi           | Terzi (32%)     |
| Valerio Aspromonte   | Ekaterina Vaganova | Salvi           | Ultimi 2 (82%)  | Salvi           | Salvi           | Salvi           | Salvi           | Ultimi 3        | Bonus           | Ultimi 2 (83%)  | Quinti (43%)    |
| Dayane Mello         | Samuel Peron       | Salvi           | Salvi           | Salvi           | Ultimi 4        | Salvi           | Salvi           | Eliminati (41%) | Ripescati (63%) | Eliminati (17%) |                 |
| Enzo Miccio          | Alessandra Tripoli | Salvi           | Salvi           | Ultimi 2 (65%)  | Salvi           | Salvi           | Ultimi 4        | Ultimi 2 (59%)  | No bonus        | Ritirati        |                 |
| Joe Maska            | Veera Kinnunen     | Salvi           | Salvi           | Salvi           | Eliminati (33%) |                 | Ripescati       | Eliminati (29%) | Eliminati       |                 |                 |
| Roberto Cammarelle   | Natalia Titova     | Non in gara     | Non in gara     | Non in gara     | Non in gara     | Salvi           | Eliminati (32%) | No bonus        | Eliminati       |                 |                 |
| Tony Colombo         | Anastasia Kuzmina  | Non in gara     | Non in gara     | Non in gara     | Ultimi 2 (67%)  | Ultimi 2 (61%)  | Eliminati (13%) | No bonus        | Eliminati       |                 |                 |
| Marisa Laurito       | Stefano Oradei     | Eliminati (16%) |                 |                 | Ripescati       | Eliminati (39%) | Non ripescati   | No bonus        | Eliminati       |                 |                 |
| Katherine Kelly Lang | Simone Di Pasquale | Salvi           | Salvi           | Eliminati (35%) | Non ripescati   |                 | Non ripescati   | No bonus        | Eliminati (33%) |                 |                 |
| Vincent Candela      | Erelle Niane       | Ultimi 3        | Eliminati (18%) |                 | Non ripescati   |                 | Non ripescati   | Bonus           | Eliminati (37%) |                 |                 |
| Teo Teocoli          | Natalia Titova     | Salvi           | Salvi           | Ritirati        |                 |                 |                 |                 |                 |                 |                 |
| Giorgio Albertazzi   | Elena Coniglio     | Salvi           | Salvi           | Ritirati        |                 |                 |                 |                 |                 |                 |                 |

## Balli eseguiti
| Coppia                                    | 1                        | 2                   | 3                   | 4                                                | 5                                       | 6                                        | 7                                           | 8                          | 9                                | 10                                                                                   |
| ----------------------------------------- | ------------------------ | ------------------- | ------------------- | ------------------------------------------------ | --------------------------------------- | ---------------------------------------- | ------------------------------------------- | -------------------------- | -------------------------------- | ------------------------------------------------------------------------------------ |
| Giusy Versace e Raimondo Todaro           | Cha cha cha              | Salsa               | Valzer              | Paso doble                                       | Cha cha cha – Jive                      | Rumba – Salsa colombiana                 | Quickstep – Country Western                 | Paso doble – Sabar         | Boogie Woogie – Jive             | Tango – Reggae Dance Hall – Samba – Jive – Salsa – Samba – Cha cha cha               |
| Andrew Howe e Sara Di Vaira               | Samba                    | Salsa               | Cha cha cha         | Valzer                                           | Samba – Tango                           | Boogie Woogie                            | Freestyle – Merengue – Country Western      | Merengue – Sabar           | Paso doble – Cha cha cha         | Charleston – Reggae Dance Hall – Salsa – Samba – Cha cha cha – Merengue – Paso doble |
| Giulio Berruti e Samanta Togni            | Tango                    | Rumba               | Jive                | Valzer                                           | Jive – Paso doble                       | Boogie Woogie – Salsa colombiana – Salsa | Freestyle – Country Western                 | Paso doble – Sabar         | Charleston – Valzer              | Cha cha cha – Reggae Dance Hall – Merengue – Freestyle                               |
| Giorgia Surina e Maykel Fonts             | Salsa – Rumba            | Paso doble          | Tango               | Cha cha cha – Merengue                           | Paso doble – Valzer – Zouk              | Charleston                               | Boogie Woogie – Salsa colombiana            | Freestyle – Quickstep      | Samba – Valzer                   | Freestyle – Reggae Dance Hall – Salsa                                                |
| Valerio Aspromonte e Ekaterina Vaganova   | Cha cha cha              | Valzer – Jive       | Charleston          | Tango                                            | Charleston – Salsa Colombiana           | Rumba                                    | Boogie Woogie – Country Western             | Merengue – Sabar           | Paso doble – Cha cha cha – Samba | Freestyle – Reggae Dance Hall – Merengue                                             |
| Dayane Mello e Samuel Peron               | Samba                    | Rumba               | Tango               | Salsa                                            | Tango – Valzer                          | Paso doble                               | Zouk – Country Western – Merengue           | Charleston – Cha cha cha   | Freestyle – Merengue – Jive      | –                                                                                    |
| Enzo Miccio e Alessandra Tripoli          | Cha cha cha              | Salsa               | Jive – Valzer       | Charleston                                       | Jive – Tango                            | Paso doble – Salsa colombiana            | Quickstep – Samba – Country Western – Salsa | Quickstep – Sabar          | Rumba                            | –                                                                                    |
| Joe Maska e Veera Kinnunen                | Valzer                   | Freestyle           | Tango               | Salsa colombiana – Paso Doble – Salsa colombiana | –                                       | Tango                                    | Zouk – Jive                                 | Freestyle                  | –                                | –                                                                                    |
| Roberto Cammarelle e Natalia Titova       | –                        | –                   | –                   | –                                                | Boogie Woogie – Zouk                    | Charleston – Salsa colombiana – Salsa    | Bollywood                                   | Tango                      | –                                | –                                                                                    |
| Tony Colombo e Anastasia Kuzmina          | –                        | –                   | –                   | Salsa – Boogie Woogie – Salsa                    | Salsa – Samba – Zouk – Jive             | Tango – Salsa colombiana – Charleston    | Bollywood                                   | Merengue                   | –                                | –                                                                                    |
| Marisa Laurito e Stefano Oradei           | Paso doble – Cha cha cha | –                   | –                   | Paso doble – Tango                               | Cha cha cha – Charleston – Zouk – Samba | –                                        | Bollywood                                   | Rumba                      | –                                | –                                                                                    |
| Katherine Kelly Lang e Simone Di Pasquale | Rumba                    | Boogie Woogie       | Salsa – Cha cha cha | Rumba                                            | –                                       | –                                        | Bollywood                                   | Tango – Valzer             | –                                | –                                                                                    |
| Vincent Candela e Erelle Niane            | Charleston               | Cha cha cha – Salsa | –                   | Charleston                                       | –                                       | –                                        | Bollywood                                   | Boogie Woogie – Paso doble | –                                | –                                                                                    |
| Teo Teocoli e Natalia Titova              | Boogie Woogie            | Quickstep           | –                   | –                                                | –                                       | –                                        | –                                           | –                          | –                                | –                                                                                    |
| Giorgio Albertazzi e Elena Coniglio       | Tango                    | Charleston          | Rumba               | –                                                | –                                       | –                                        | –                                           | –                          | –                                | –                                                                                    |

## Ballerini per una notte
| Puntata    | Ospite             | Attività                                  | Ballerino/a         | Ballo                        | Punteggio | Assegnatari tesoretto                                                               |
| ---------- | ------------------ | ----------------------------------------- | ------------------- | ---------------------------- | --------- | ----------------------------------------------------------------------------------- |
| 1ª         | Martina Stoessel   | Attrice                                   | Rafael Maia Muniz   | Hip Hop                      | 48        | Joe Maska e Veera Kinnunen                                                          |
| 2ª         | Simona Ventura     | Presentatrice                             | Stefano Oradei      | Dembow Reggaeton Cha cha cha | 49        | Giorgio Albertazzi ed Elena Coniglio                                                |
| 3ª         | Rocco Hunt         | Cantante                                  | Erelle Niane        | Hip Hop                      | 48        | Joe Maska e Veera Kinnunen                                                          |
| 4ª         | Claudio Bisio      | Attore, comico, cabarettista e doppiatore | Natalia Titova      | Pizzica                      | 49        | Valerio Aspromonte ed Ekaterina Vaganova                                            |
| 4ª         | Pietro Sermonti    | Attore                                    | Natalia Titova      | Pizzica                      | 49        | Valerio Aspromonte ed Ekaterina Vaganova                                            |
| 4ª         | Massimiliano Bruno | Attore, regista e sceneggiatore           | Natalia Titova      | Pizzica                      | 49        | Valerio Aspromonte ed Ekaterina Vaganova                                            |
| 4ª         | Anna Foglietta     | Attrice                                   | Elena Coniglio      | Pizzica                      | 49        | Valerio Aspromonte ed Ekaterina Vaganova                                            |
| 4ª         | Paola Minaccioni   | Attrice e comica                          | Elena Coniglio      | Pizzica                      | 49        | Valerio Aspromonte ed Ekaterina Vaganova                                            |
| 4ª         | Kelly Palacios     | Attrice                                   | Elena Coniglio      | Pizzica                      | 49        | Valerio Aspromonte ed Ekaterina Vaganova                                            |
| 5ª         | Gigi D'Alessio     | Cantante                                  | Elena Coniglio      | Salsa                        | 39        | Giorgia Surina e Maykel Fonts                                                       |
| 6ª         | Diego Domínguez    | Attore                                    | -                   | Hip Hop                      | 49        | Roberto Cammarelle e Natalia Titova                                                 |
| 6ª         | Rocco Papaleo      | Attore                                    | Elena Coniglio      | Valzer                       | 10        | Roberto Cammarelle e Natalia Titova                                                 |
| 7ª         | Arisa              | Cantante                                  | Pablo Moyano        | Tango                        | 49        | Andrew Howe e Sara Di Vaira                                                         |
| 8ª         | Romina Power       | Cantante                                  | Fabrizio Graziani   | Salsa colombiana             | 49        | 25 punti a Giorgia Surina e Maykel Fonts 24 punti a Vincent Candela ed Erelle Niane |
| Semifinale | Il Volo            | Cantanti                                  | Anastasija Kuz'mina | Salsa                        | 45        | Giulio Berruti e Samanta Togni                                                      |
| Semifinale | Il Volo            | Cantanti                                  | Jessica De Bona     | Salsa                        | 45        | Giulio Berruti e Samanta Togni                                                      |
| Semifinale | Il Volo            | Cantanti                                  | Natalya Nadberezhna | Salsa                        | 45        | Giulio Berruti e Samanta Togni                                                      |
| Semifinale | Valeria Marini     | Showgirl                                  | Pablo Moyano        | Tango                        | 49        | Giusy Versace e Raimondo Todaro                                                     |
| Finale     | Lillo e Greg       | Comici                                    | Elena Coniglio      | Freestyle                    | 49        | Giorgia Surina e Maykel Fonts                                                       |
| Finale     | Ambra Angiolini    | Attrice e cantante                        | Samuel Peron        | Freestyle                    | 49        | Giorgia Surina e Maykel Fonts                                                       |
| Finale     | Paola Minaccioni   | Attrice e comica                          | Samuel Peron        | Freestyle                    | 49        | Giorgia Surina e Maykel Fonts                                                       |

## Polemiche
- Il programma è stato più volte criticato da Maurizio Costanzo, conduttore del programma in onda subito dopo Ballando con le stelle, sempre su Rai 1 S'è fatta notte. Il giornalista ha rimproverato l'eccessivo sforamento del programma condotto da Milly Carlucci, che a suo avviso toglieva pubblico al suo, che era costretto ad andare in onda troppo tardi, non garantendo una fidelizzazione da parte del pubblico[1][2].
- Diversi concorrenti si sono ritirati in anticipo dalla gara: Giorgio Albertazzi e Teo Teocoli nella terza puntata ed Enzo Miccio nella semifinale.
- La critica ha rimproverato il regolamento troppo confuso di questa edizione e il continuo ripescaggio dei concorrenti.
- In seguito alla vittoria della coppia Versace-Todaro ci sono state delle polemiche sul perché abbia vinto Giusy Versace invece della coppia Howe-Di Vaira: molti hanno pensato che fosse tutto pianificato solo perché la Versace aveva le protesi.

## Ascolti
| Puntata     | Messa in onda    | Telespettatori | Share  |
| ----------- | ---------------- | -------------- | ------ |
| 1           | 4 ottobre 2014   | 4 592 000      | 24,13% |
| 2           | 11 ottobre 2014  | 4 198 000      | 21,22% |
| 3           | 18 ottobre 2014  | 4 405 000      | 21,89% |
| 4           | 25 ottobre 2014  | 4 102 000      | 20,64% |
| 5           | 1º novembre 2014 | 3 810 000      | 19,28% |
| 6           | 8 novembre 2014  | 4 019 000      | 19,47% |
| 7           | 15 novembre 2014 | 4 222 000      | 20,26% |
| Ripescaggio | 22 novembre 2014 | 3 956 000      | 19,54% |
| Semifinale  | 29 novembre 2014 | 4 231 000      | 20,65% |
| Finale      | 6 dicembre 2014  | 4 572 000      | 23,55% |
| Media       | Media            | 4 211 000      | 21,06% |